# Alejandro Perla
Alejandro Perla Juderías (Madrid, 23 de julio de 1911 - íd., 24 de diciembre de 1973) fue un director y guionista español de cine.

## Biografía
Profesor mercantil, al estallar la Guerra civil empezó a trabajar como ayudante de dirección y a dirigir cortometrajes. Después fue nombrado jefe nacional del Sindicato Nacional del Espectáculo franquista y siguió como ayudante de dirección con Ricardo Gutiérrez, Antonio Román, Ladislao Vajda y el portugués José Leitão de Barros. 
Su labor como director empezó en el cine salazarista portugués con Cais do Sobré (1946) y Os vizinhos do Rés-do-Chao (1947); introdujo al actor portugués Antonio Vilar en el cine español con la producción histórica El duende y el rey (1948), su primera película cien por cien española, ambientada en la España de Felipe IV y con Diego Velázquez como personaje de un guion compuesto por Alfredo Echegaray. En el mundo hípico de las carreras está ambientada A punta de látigo (1949), rodada en el efímero procedimiento Dufaycolor. Otras obras destacables son el drama Malaire (1950), adaptación de una pieza teatral francesa de Gilbert Dupé, y una nueva versión del Don Juan Tenorio de José Zorrilla  (1952) calcada del montaje de Luis Escobar y Huberto Pérez de la Osa con decorados de Salvador Dalí estrenado en el teatro María Guerrero el 1 de noviembre de 1949; el crítico Augusto M. Torres lo llama documental, porque es uno de los escasos testimonios rodados sobre lo que fue el teatro de su época, producido por Miguel Mezquíriz Eraso. Fue ayudante de dirección para la versión española de Siempre Carmen (Carmen proibita, 1953), de Giuseppe María Scotese, una poco conocida adaptación de la Carmen de Prosper Merimée protagonizada por Ana Esmeralda. Se acercó al género policiaco con Ha desaparecido un pasajero, de la que también firma el guion y en la que debutó el actor Antonio Ferrandis; a la comedia con la codirigida Al fin solos, al musical con Villa Alegre, a mayor gloria del cantaor flamenco Pepe Mairena, cinco de cuyas canciones glosa, y también hizo la película infantil De la piel del diablo.
Después fue ayudante de dirección o director de segunda unidad de importantes producciones norteamericanas rodadas en España: Lawrence de Arabia, Cleopatra, La caída del Imperio Romano, La batalla de las Ardenas o La batalla de Inglaterra.

## Filmografía como director
- Cais do Sodré (1946)
- Os Vizinhos do Rés-do-Chão (1947)
- El duende y el rey (1948)
- A punta de látigo (1949)
- Don Juan Tenorio (1952)
- Siempre Carmen (1953), versión española, como asistente del director Giuseppe Maria Scotesse.
- Ha desaparecido un pasajero (1953)
- Malaire (1953), adaptación de Les Mauvents (1950) de Gilbert Dupé.
- Los semidioses (1954)
- Con José María Elorrieta, Al fin solos (1955)
- Danzas de España en el trópico (1955), documental
- Villa Alegre (1958)
- Tierras toledanas (1960) (Corto documental)
- De la piel del diablo (1961)

## Filmografía como guionista
- Aventura en las islas Cíes, 1972 (argumento)
- Villa Alegre, 1958.
- Ha desaparecido un pasajero, 1953
- Don Juan Tenorio, 1952.
- Malaire, 1952.

## Filmografía como ayudante de dirección o director de segunda unidad
- Lawrence de Arabia
- Cleopatra
- La caída del Imperio Romano
- La batalla de las Ardenas
- La batalla de Inglaterra
- Camoens, 1946.
- Te quiero para mí, 1944.
- Doce lunas de miel, 1944.
- La casa de la lluvia, 1943.

## Filmografía como encargado de producción
- 1971 El hombre de Río Malo (unit manager)
- 1971 Capitán Apache (unit manager)
- 1969 La caza real del Sol (production manager)
- 1967 La última aventura del general Custer (unit manager)
- 1961 Honorables sinvergüenzas (production manager)